# 英国王立勅許鑑定士協会
英国王立勅許鑑定士協会（Royal Institution of Chartered Surveyors、略称：RICS〈アール アイ シー エス〉）は、1868年に英国で設立された、土地・不動産・建物分野の国際的職業専門家団体である。

## 概要
英国王立勅許鑑定士協会は会員向けに倫理基準、行動規範、技術的基準を提供するとともに、各国の政府やビジネス界に対して、専門家としての中立的な立場で様々な助言や提言を行っている。米国の Appraisal Institute（米国不動産鑑定協会、AI）や日本の公益社団法人日本不動産鑑定士協会連合会 (JAREA) 等に相当する専門家団体であるが、活動分野は遥かに広い。

## 歴史
産業革命後における英国の近代化、都市化に貢献した49名のサーベイヤー（鑑定士）によって、1868年6月、ロンドンにRICSの前身である”Institution of Surveyors”（鑑定士協会）が設立された。
1881年8月にはヴィクトリア女王からRoyal Charter（勅許）を与えられ、会員は"chartered surveyor" （勅許鑑定士）と称することになった。
協会名は1930年に”Institution of Chartered Surveyors”(勅許鑑定士協会)と変更され、1947年には、その名称にRoyalが冠せられて、今日の名称となった。

## 世界的広がり
RICSは、ロンドンに本部を置き、イギリス国内に14の地域事務所を有している。
2009年には、RICSは、146の国で159千人を超える会員を擁するに至っている。 依然としてイギリスに多くの会員が在籍し、イギリスになじみの深いカナダ、香港、オーストラリアなどにも多数の会員がいるが、近時、米国、ヨーロッパ、アジア、中東、北アフリカやインドでも急速に会員数が増加している。

## 日本において
2012年8月に一般社団法人RICSジャパンが設立され、現在約180名の会員を擁している。
またIFRSに基づく財務諸表作成に関する評価業務において、国土交通省は王立勅許鑑定士協会との連携を模索している。
以下の団体と提携している。
提携協力
- 公益社団法人日本建築積算協会[3]

業務提携
- 一般社団法人不動産証券化協会[4]

## 役割
RICSは、会員の自主規制を確立している専門家集団であり、公共の利益を守る独立組織として運営しながら、会員のために高レベルな基準を設定し維持していくことを目指している。その主な役割は以下のとおり。
1. 土地・不動産・建物分野の専門家のために、倫理的・技術的基準を提供する。
2. 専門基準および行動規範を設定することで依頼者およびサービス利用者を守り公共の利益に資する。
3. 政府、ビジネス界、公共に対して、専門家として中立的な助言をする。
4. RICS会員に対し、専門研修を通じ、最先端の助言力や市場洞察力を備えさせるようにする。
5. RICSの地位とその基準が世界の主要市場において不動産に関する専門性の証として定着するべく認識を高めていく。

またRICSは、イギリス国内の不動産価格動向を調査した住宅価格指数を発表している。

## 会員資格
RICS資格の範疇となる専門分野は多岐にわたり、RICSに入会するルートも多様だが、会員はすべて専門性基準、専門教育、実務経験による査定の対象となっている。いずれも専門性と実務経験を審査される。
日本においては、JAREA会員（不動産鑑定士のみ）であって関連分野における10年以上の職業経験があり、かつ所定のCPD（継続的専門研修）を受講したもの、またはその他RICSが提携している職業専門家団体の会員で一定の要件を満たしたものは、RICSへのダイレクト入会が認められている。
RICSの会員は以下の略称で表される。
- FRICS(Fellows)：MRICS のうち業界の発展に貢献し卓越した成果を達成したものに与えられるメンバーシップ
- MRICS(Professional Members)：土地、不動産、建設の専門性の高い分野で業務を行う者に与えられるメンバーシップ
- AssocRICS(Associate members)：エントリーレベルの資格で、関連分野での勤務経験または実務トレーニングを受けた者に与えられるメンバーシップ

この内、MRICSとFRICSの会員は、英国勅許鑑定士(Chartered Surveyor)と称し、さらにMRICSやFRICSと付記することが許可されている。また各人の専門家資格と専門分野に応じて、「勅許積算士(Chartered Quantity Surveyor)」などの呼称がある。